# 野村正樹 (放送作家)
野村 正樹（のむら まさき、1973年7月10日-）は放送作家である。
通称：「メルヘンうんこ」、「メルヘン」。 

## 略歴
- 『ナインティナインのオールナイトニッポン』（ニッポン放送）にてハガキ職人として人気を博し、ナインティナインの2人から見入られ、当番組の放送作家となった。

番組内ではパーソナリティであるナインティナインの岡村隆史にはちょくちょく本名の「野村」で呼ばれている。

## 担当番組
- ナインティナインのオールナイトニッポン（ニッポン放送系 木曜25：00-27：00）

## 関連人物
- ナインティナイン（岡村隆史・矢部浩之）
- 神田比呂志 （現・フジテレビ事業部副部長）。
- 石田誠 （同番組元ディレクター）。
- 角銅秀人 （故人、元・ニッポン放送制作部プロデューサー。元同番組元ディレクター）。
- 宗岡芳樹（現・同番組ディレクター）
- 細田哲也 （同番組構成作家、元ナイナイANNハガキ職人「 顔面凶器 」）。
- 川島カヨ （同番組構成作家）。
- 畠山健（同番組の後任の構成作家。元ナイナイANNハガキ職人「ゴミを拾おう」）。

| スタブアイコン | サブスタブ | この項目は、まだ閲覧者の調べものの参照としては役立たない、人物に関連した書きかけの項目です。この項目を加筆・訂正などしてくださる協力者を求めています（P:人物伝/PJ:人物伝）。 |

| スタブアイコン | サブスタブ | この項目は、まだ閲覧者の調べものの参照としては役立たない、ラジオ番組に関連した書きかけの項目です。この項目を加筆・訂正などしてくださる協力者を求めています（P:ラジオ/PJ:放送番組）。 |